# Camplong-d'Aude
Camplong-d'Aude é uma comuna francesa na região administrativa de Occitânia, no departamento de Aude. Estende-se por uma área de 12,28 km². Em 2010 a comuna tinha 373 habitantes (densidade: 30,4 hab./km²).